# 백자 태항아리
백자 태항아리(白磁 胎壺)는 서울특별시 관악구 호림박물관에 있는 조선시대의 백자이다. 1991년 1월 25일 대한민국의 보물 제1055호로 지정되었다.

## 개요
태항아리란 왕실에 왕자나 왕녀가 태어났을 때 태를 담은 항아리로, 그 안에 이름과 생년월일이 기록된 태지석을 함께 묻었다.
조선시대 태항아리로 크기는 외항아리는 높이 42.5㎝, 아가리 지름 25㎝, 밑지름 25.3㎝, 내항아리는 높이 27.6㎝, 아가리 지름 10.6㎝, 밑지름 11.7㎝이다.
안쪽 항아리와 바깥 항아리가 거의 같은 모양을 하고 있다. 뚜껑은 냄비 뚜껑처럼 생겼고, 꼭지에는 사방으로 구멍이 뚫려 있어 몸통 윗부분에 있는 4개의 고리와 연결하여 뚜껑을 고정시키는 역할을 했다. 몸통의 아가리 부분은 넓고 밖으로 말려 있으며, 넓은 어깨에서부터 서서히 좁아지는 모양을 하고 있어 단정하고 풍만해 보인다. 옅은 청색을 띠는 백자 유약이 고르게 퍼져 있으며 은은한 광택이 있다.

## 참고 자료
- 백자 태항아리 - 국가유산청 국가유산포털